# ماتيلدا فرنانديز
ماتيلدا فرنانديز (من مواليد 24 يناير 1950) هي ناشطة نسوية اجتماعية وسياسية إسبانية شغلت منصب وزيرة الشؤون الاجتماعية في إسبانيا من عام 1988 إلى 1993.

## النشأة
ولدت فرنانديز في 24 يناير 1950 في مدريد.

## الحياة المهنية
كانت فرنانديز عضوًا وزعيمًا للحركة النقابية. انضمت إلى حزب العمال الاشتراكي الإسباني، كونها جزءًا من المجموعة الإصلاحية داخله. في عام 1984 أصبحت عضوًا في اللجنة التنفيذية الفيدرالية للحزب وتم تعيينها رئيسة لأمانة مشاركة المرأة.
تم تعيينها وزيرة للشؤون الاجتماعية في مجلس الوزراء برئاسة رئيس الوزراء فيليبي غونزاليس في عام 1988. أصبحت فرنانديز أول وزيرة للشؤون الاجتماعية منذ أن تأسست الوزارة بتعيينها. كانت مدعومة من قبل مجموعة الحزب الاشتراكي بقيادة ألفونسو جويرا. تم استبدالها بكريستينا البردي في المنصب عام 1993. في الكونجرس الإسباني مثلت كانتابريا من 1989 إلى 2000. في عام 2000 ترشحت لرئاسة الحزب الاشتراكي، لكنها خسرت انتخاب خوسيه لويس ثاباتيرو. كان ترشيحها مدعومًا من قبل فصيل يسمى حرب العصابات.